# Edgar Falch
Edgar Falch (ur. 2 listopada 1930 w Stavanger, zm. 18 listopada 2013) – piłkarz norweski, występujący na pozycji obrońcy; dziadek piłkarza Aslaka Falcha.
W latach 1954–1959 rozegrał 28 meczów w reprezentacji Norwegii. Z zespołem Viking FK jeden raz zdobył mistrzostwo Norwegii (1958) i dwukrotnie puchar tego kraju (1953, 1959).